# 寶威控股
寶威控股有限公司（簡稱寶威控股）（港交所除牌前：0024.HK），為一間從事鋼鐵貿易業務、物業租賃及發展,鐵礦開採的控股公司。
現時，集團於百慕達註冊，而主席兼董事總經理兼執行董事為陳城。
早於1949年集團於香港成立，主要從事鋼鐵貿易，其後於1989年正式在香港聯交所上市，並在1990年再在新加坡交易所上市。

## 事件
1993年集團收購中國謙華鋼鐵廠及成立謙華五金廠，從事鋼管生產業務和加工業務；至1998年集團出售予現時主席陳城先生。
1998年起，集團不斷在世界各地設立鋼鐵貿易的代表處，包括中國北京、俄羅斯莫斯科、瑞士盧格、印度邦加羅爾、意大利米蘭、土耳其伊斯坦堡等地。
1999年，成立金屬電子交易所集團有限公司（英文：WorldMetal），創辦金屬電子交易平臺，並於2001年在香港聯交所創業板分拆上市，(港交所：8161)，其後於2005年更名為華彩控股有限公司，並轉型至主要從事中國公益彩票業。
1999年，集團開創中國商場業務，於中國江蘇省揚州市興建揚州時代廣場。
2009年，該公司宣布以總代價5億元，收購山東磁鐵礦51%權益。收購目標主要從事鐵礦石開采、加工及銷售，擁有一個位於山東萊陽的儲量7.6億噸磁鐵礦，並持有採礦權及4個勘探權。
2010年9月9日，已從新加坡交易所除牌。
2015年5月5日，該公司以2000萬澳元，認購於澳洲上市的哈薩克鉀肥（Kazakhstan Potash Corporation Limited）19.97%股權，認購價為0.2澳元。
2021年8月13日上午9時起，聯交所宣布，因寶威控股自2019年8月19日起已暫停買賣且未能於2021年2月18日或之前復牌，期間寶威控股曾覆核上市委員會的裁決但無果，上市地位根據《上市規則》第6.01A(1)條予以取消。

## 外部連結
- Burwill.com （页面存档备份，存于）